# Världscupen i skidskytte
Världscupen i skidskytte är en världscupserie i skidskytte. Världscupen arrangeras med deltävlingar på olika orter runtom i världen, främst Europa, Nordamerika , under norra halvklotets vinterperiod. Vanligtvis påbörjas säsongen mot slutet av november/början av december och löper fram till mars, och vanligtvis tävlar man från onsdag/torsdag-söndag under tävlingsveckorna. Poängen räknas sedan samman.
Herrtävlingen hade premiär säsongen 1977/1978, damtävlingen säsongen 1982/1983 men kallades "Europacupen" fram till säsongen 1986/1987 även om deltagandet inte var begränsat till européer.
I skidskytte fick man tidigare världscuppoäng i olympiska spel. Detta skedde sista gången 2010. I världsmästerskapen var 2021 sista tillfället då resultaten räknades in i världscupen, därefter ger inte heller dessa tävlingar poäng. Världsmästerskap hålls varje år, förutom de år det skulle sammanfalla med de olympiska spelen.

## Organisation
Tävlingsserien består av nio tävlingstillfällen med två-fyra tävlingar. Säsongen omfattar vanligtvis ca 22 enskilda tävlingar och sex stafetter. Jämfört med den första tiden av världscupen har antalet tävlingar ökat gradvis från säsongen 2008/2009, och med denna utveckling utvidgades schemat till tio tävlingstillfällen, men detta ändrades tillbaka efter protester från tränarkårerna.

### Kompetenskrav
För att delta i individuella eller gemensamma tävlingar i världscupen, VM eller OS, måste vissa krav uppfyllas i resultat från tidigare eller nuvarande säsong. Idrottaren måste göra dessa resultat i sprint eller distans på antingen europacupen eller i europamästerskapen, där man i 20 % av tävlingarna ska placera sig bland de tre bästa. Eventuellt kan man kvala in genom att på JVM vara i den övre halvan av resultatlistan. 

### Antal startande
I grunden har varje nationellt förbund i den första världscups-sprinten eller distansen rätt till två startande. Tre startande får de 22 bästa från föregående säsongs ranking ha. Följande riktlinjer gäller:
| Antal startande per land | Antal startande per land | Antal startande per land | Antal startande per land | Antal startande per land |
| ------------------------ | ------------------------ | ------------------------ | ------------------------ | ------------------------ |
| Placering i nationscupen | 1 – 4                    | 5 – 8                    | 9 – 12                   | 13 +                     |
| Antal startande          | 7                        | 6                        | 5                        | 4                        |

## Poängsystem
Utifrån sin placering delas det ut poäng som läggs ihop i totalcupen och de olika disciplincuperna. Poängmallen för tävlingarna skiljer sig från de i alpin skidåkning och längdskidåkning, där en tävlande får bättre poängutdelning vid vinster och höga placeringar medan man i skidskytte vinner på att ligga på en jämn nivå över hela säsongen utan att man behöver vinna flera tävlingar. I skidskytte ges poäng enbart utifrån resultatet i tävlingen.
Ledaren i totalcupen har under loppen en gul väst, och den som leder den gällande disciplincupen har en röd. Det finns även en röd-gul väst för den som leder både totalen och disciplinen. I slutet av säsongen delas det ut troféer, stora och små kristallkulor, till vinnarna i cuperna.

### Poängsystem
| Poängsystem från och med säsongen 2024/2025 | Poängsystem från och med säsongen 2024/2025 | Poängsystem från och med säsongen 2024/2025 | Poängsystem från och med säsongen 2024/2025 | Poängsystem från och med säsongen 2024/2025 | Poängsystem från och med säsongen 2024/2025 | Poängsystem från och med säsongen 2024/2025 | Poängsystem från och med säsongen 2024/2025 | Poängsystem från och med säsongen 2024/2025 | Poängsystem från och med säsongen 2024/2025 | Poängsystem från och med säsongen 2024/2025 | Poängsystem från och med säsongen 2024/2025 | Poängsystem från och med säsongen 2024/2025 | Poängsystem från och med säsongen 2024/2025 | Poängsystem från och med säsongen 2024/2025 | Poängsystem från och med säsongen 2024/2025 | Poängsystem från och med säsongen 2024/2025 | Poängsystem från och med säsongen 2024/2025 | Poängsystem från och med säsongen 2024/2025 | Poängsystem från och med säsongen 2024/2025 | Poängsystem från och med säsongen 2024/2025 | Poängsystem från och med säsongen 2024/2025 | Poängsystem från och med säsongen 2024/2025 | Poängsystem från och med säsongen 2024/2025 | Poängsystem från och med säsongen 2024/2025 | Poängsystem från och med säsongen 2024/2025 | Poängsystem från och med säsongen 2024/2025 | Poängsystem från och med säsongen 2024/2025 | Poängsystem från och med säsongen 2024/2025 | Poängsystem från och med säsongen 2024/2025 | Poängsystem från och med säsongen 2024/2025 | Poängsystem från och med säsongen 2024/2025 | Poängsystem från och med säsongen 2024/2025 | Poängsystem från och med säsongen 2024/2025 | Poängsystem från och med säsongen 2024/2025 | Poängsystem från och med säsongen 2024/2025 | Poängsystem från och med säsongen 2024/2025 | Poängsystem från och med säsongen 2024/2025 | Poängsystem från och med säsongen 2024/2025 | Poängsystem från och med säsongen 2024/2025 | Poängsystem från och med säsongen 2024/2025 |
| ------------------------------------------- | ------------------------------------------- | ------------------------------------------- | ------------------------------------------- | ------------------------------------------- | ------------------------------------------- | ------------------------------------------- | ------------------------------------------- | ------------------------------------------- | ------------------------------------------- | ------------------------------------------- | ------------------------------------------- | ------------------------------------------- | ------------------------------------------- | ------------------------------------------- | ------------------------------------------- | ------------------------------------------- | ------------------------------------------- | ------------------------------------------- | ------------------------------------------- | ------------------------------------------- | ------------------------------------------- | ------------------------------------------- | ------------------------------------------- | ------------------------------------------- | ------------------------------------------- | ------------------------------------------- | ------------------------------------------- | ------------------------------------------- | ------------------------------------------- | ------------------------------------------- | ------------------------------------------- | ------------------------------------------- | ------------------------------------------- | ------------------------------------------- | ------------------------------------------- | ------------------------------------------- | ------------------------------------------- | ------------------------------------------- | ------------------------------------------- | ------------------------------------------- |
| Placering                                   | 1                                           | 2                                           | 3                                           | 4                                           | 5                                           | 6                                           | 7                                           | 8                                           | 9                                           | 10                                          | 11                                          | 12                                          | 13                                          | 14                                          | 15                                          | 16                                          | 17                                          | 18                                          | 19                                          | 20                                          | 21                                          | 22                                          | 23                                          | 24                                          | 25                                          | 26                                          | 27                                          | 28                                          | 29                                          | 30                                          | 31                                          | 32                                          | 33                                          | 34                                          | 35                                          | 36                                          | 37                                          | 38                                          | 39                                          | 40                                          |
| Poäng                                       | 90                                          | 75                                          | 65                                          | 55                                          | 50                                          | 45                                          | 41                                          | 37                                          | 34                                          | 31                                          | 30                                          | 29                                          | 28                                          | 27                                          | 26                                          | 25                                          | 24                                          | 23                                          | 22                                          | 21                                          | 20                                          | 19                                          | 18                                          | 17                                          | 16                                          | 15                                          | 14                                          | 13                                          | 12                                          | 11                                          | 10                                          | 9                                           | 8                                           | 7                                           | 6                                           | 5                                           | 4                                           | 3                                           | 2                                           | 1                                           |

| Poängsystem under säsongerna 2022/2023 och 2023/2024 | Poängsystem under säsongerna 2022/2023 och 2023/2024 | Poängsystem under säsongerna 2022/2023 och 2023/2024 | Poängsystem under säsongerna 2022/2023 och 2023/2024 | Poängsystem under säsongerna 2022/2023 och 2023/2024 | Poängsystem under säsongerna 2022/2023 och 2023/2024 | Poängsystem under säsongerna 2022/2023 och 2023/2024 | Poängsystem under säsongerna 2022/2023 och 2023/2024 | Poängsystem under säsongerna 2022/2023 och 2023/2024 | Poängsystem under säsongerna 2022/2023 och 2023/2024 | Poängsystem under säsongerna 2022/2023 och 2023/2024 | Poängsystem under säsongerna 2022/2023 och 2023/2024 | Poängsystem under säsongerna 2022/2023 och 2023/2024 | Poängsystem under säsongerna 2022/2023 och 2023/2024 | Poängsystem under säsongerna 2022/2023 och 2023/2024 | Poängsystem under säsongerna 2022/2023 och 2023/2024 | Poängsystem under säsongerna 2022/2023 och 2023/2024 | Poängsystem under säsongerna 2022/2023 och 2023/2024 | Poängsystem under säsongerna 2022/2023 och 2023/2024 | Poängsystem under säsongerna 2022/2023 och 2023/2024 | Poängsystem under säsongerna 2022/2023 och 2023/2024 | Poängsystem under säsongerna 2022/2023 och 2023/2024 | Poängsystem under säsongerna 2022/2023 och 2023/2024 | Poängsystem under säsongerna 2022/2023 och 2023/2024 | Poängsystem under säsongerna 2022/2023 och 2023/2024 | Poängsystem under säsongerna 2022/2023 och 2023/2024 | Poängsystem under säsongerna 2022/2023 och 2023/2024 | Poängsystem under säsongerna 2022/2023 och 2023/2024 | Poängsystem under säsongerna 2022/2023 och 2023/2024 | Poängsystem under säsongerna 2022/2023 och 2023/2024 | Poängsystem under säsongerna 2022/2023 och 2023/2024 | Poängsystem under säsongerna 2022/2023 och 2023/2024 | Poängsystem under säsongerna 2022/2023 och 2023/2024 | Poängsystem under säsongerna 2022/2023 och 2023/2024 | Poängsystem under säsongerna 2022/2023 och 2023/2024 | Poängsystem under säsongerna 2022/2023 och 2023/2024 | Poängsystem under säsongerna 2022/2023 och 2023/2024 | Poängsystem under säsongerna 2022/2023 och 2023/2024 | Poängsystem under säsongerna 2022/2023 och 2023/2024 | Poängsystem under säsongerna 2022/2023 och 2023/2024 | Poängsystem under säsongerna 2022/2023 och 2023/2024 |
| ---------------------------------------------------- | ---------------------------------------------------- | ---------------------------------------------------- | ---------------------------------------------------- | ---------------------------------------------------- | ---------------------------------------------------- | ---------------------------------------------------- | ---------------------------------------------------- | ---------------------------------------------------- | ---------------------------------------------------- | ---------------------------------------------------- | ---------------------------------------------------- | ---------------------------------------------------- | ---------------------------------------------------- | ---------------------------------------------------- | ---------------------------------------------------- | ---------------------------------------------------- | ---------------------------------------------------- | ---------------------------------------------------- | ---------------------------------------------------- | ---------------------------------------------------- | ---------------------------------------------------- | ---------------------------------------------------- | ---------------------------------------------------- | ---------------------------------------------------- | ---------------------------------------------------- | ---------------------------------------------------- | ---------------------------------------------------- | ---------------------------------------------------- | ---------------------------------------------------- | ---------------------------------------------------- | ---------------------------------------------------- | ---------------------------------------------------- | ---------------------------------------------------- | ---------------------------------------------------- | ---------------------------------------------------- | ---------------------------------------------------- | ---------------------------------------------------- | ---------------------------------------------------- | ---------------------------------------------------- | ---------------------------------------------------- |
| Placering                                            | 1                                                    | 2                                                    | 3                                                    | 4                                                    | 5                                                    | 6                                                    | 7                                                    | 8                                                    | 9                                                    | 10                                                   | 11                                                   | 12                                                   | 13                                                   | 14                                                   | 15                                                   | 16                                                   | 17                                                   | 18                                                   | 19                                                   | 20                                                   | 21                                                   | 22                                                   | 23                                                   | 24                                                   | 25                                                   | 26                                                   | 27                                                   | 28                                                   | 29                                                   | 30                                                   | 31                                                   | 32                                                   | 33                                                   | 34                                                   | 35                                                   | 36                                                   | 37                                                   | 38                                                   | 39                                                   | 40                                                   |
| Poäng                                                | 90                                                   | 75                                                   | 60                                                   | 50                                                   | 45                                                   | 40                                                   | 36                                                   | 34                                                   | 32                                                   | 31                                                   | 30                                                   | 29                                                   | 28                                                   | 27                                                   | 26                                                   | 25                                                   | 24                                                   | 23                                                   | 22                                                   | 21                                                   | 20                                                   | 19                                                   | 18                                                   | 17                                                   | 16                                                   | 15                                                   | 14                                                   | 13                                                   | 12                                                   | 11                                                   | 10                                                   | 9                                                    | 8                                                    | 7                                                    | 6                                                    | 5                                                    | 4                                                    | 3                                                    | 2                                                    | 1                                                    |

| Poängsystem mellan säsongen 2008/2009 och säsongen 2021/2022 | Poängsystem mellan säsongen 2008/2009 och säsongen 2021/2022 | Poängsystem mellan säsongen 2008/2009 och säsongen 2021/2022 | Poängsystem mellan säsongen 2008/2009 och säsongen 2021/2022 | Poängsystem mellan säsongen 2008/2009 och säsongen 2021/2022 | Poängsystem mellan säsongen 2008/2009 och säsongen 2021/2022 | Poängsystem mellan säsongen 2008/2009 och säsongen 2021/2022 | Poängsystem mellan säsongen 2008/2009 och säsongen 2021/2022 | Poängsystem mellan säsongen 2008/2009 och säsongen 2021/2022 | Poängsystem mellan säsongen 2008/2009 och säsongen 2021/2022 | Poängsystem mellan säsongen 2008/2009 och säsongen 2021/2022 | Poängsystem mellan säsongen 2008/2009 och säsongen 2021/2022 | Poängsystem mellan säsongen 2008/2009 och säsongen 2021/2022 | Poängsystem mellan säsongen 2008/2009 och säsongen 2021/2022 | Poängsystem mellan säsongen 2008/2009 och säsongen 2021/2022 | Poängsystem mellan säsongen 2008/2009 och säsongen 2021/2022 | Poängsystem mellan säsongen 2008/2009 och säsongen 2021/2022 | Poängsystem mellan säsongen 2008/2009 och säsongen 2021/2022 | Poängsystem mellan säsongen 2008/2009 och säsongen 2021/2022 | Poängsystem mellan säsongen 2008/2009 och säsongen 2021/2022 | Poängsystem mellan säsongen 2008/2009 och säsongen 2021/2022 | Poängsystem mellan säsongen 2008/2009 och säsongen 2021/2022 | Poängsystem mellan säsongen 2008/2009 och säsongen 2021/2022 | Poängsystem mellan säsongen 2008/2009 och säsongen 2021/2022 | Poängsystem mellan säsongen 2008/2009 och säsongen 2021/2022 | Poängsystem mellan säsongen 2008/2009 och säsongen 2021/2022 | Poängsystem mellan säsongen 2008/2009 och säsongen 2021/2022 | Poängsystem mellan säsongen 2008/2009 och säsongen 2021/2022 | Poängsystem mellan säsongen 2008/2009 och säsongen 2021/2022 | Poängsystem mellan säsongen 2008/2009 och säsongen 2021/2022 | Poängsystem mellan säsongen 2008/2009 och säsongen 2021/2022 | Poängsystem mellan säsongen 2008/2009 och säsongen 2021/2022 | Poängsystem mellan säsongen 2008/2009 och säsongen 2021/2022 | Poängsystem mellan säsongen 2008/2009 och säsongen 2021/2022 | Poängsystem mellan säsongen 2008/2009 och säsongen 2021/2022 | Poängsystem mellan säsongen 2008/2009 och säsongen 2021/2022 | Poängsystem mellan säsongen 2008/2009 och säsongen 2021/2022 | Poängsystem mellan säsongen 2008/2009 och säsongen 2021/2022 | Poängsystem mellan säsongen 2008/2009 och säsongen 2021/2022 | Poängsystem mellan säsongen 2008/2009 och säsongen 2021/2022 | Poängsystem mellan säsongen 2008/2009 och säsongen 2021/2022 |
| ------------------------------------------------------------ | ------------------------------------------------------------ | ------------------------------------------------------------ | ------------------------------------------------------------ | ------------------------------------------------------------ | ------------------------------------------------------------ | ------------------------------------------------------------ | ------------------------------------------------------------ | ------------------------------------------------------------ | ------------------------------------------------------------ | ------------------------------------------------------------ | ------------------------------------------------------------ | ------------------------------------------------------------ | ------------------------------------------------------------ | ------------------------------------------------------------ | ------------------------------------------------------------ | ------------------------------------------------------------ | ------------------------------------------------------------ | ------------------------------------------------------------ | ------------------------------------------------------------ | ------------------------------------------------------------ | ------------------------------------------------------------ | ------------------------------------------------------------ | ------------------------------------------------------------ | ------------------------------------------------------------ | ------------------------------------------------------------ | ------------------------------------------------------------ | ------------------------------------------------------------ | ------------------------------------------------------------ | ------------------------------------------------------------ | ------------------------------------------------------------ | ------------------------------------------------------------ | ------------------------------------------------------------ | ------------------------------------------------------------ | ------------------------------------------------------------ | ------------------------------------------------------------ | ------------------------------------------------------------ | ------------------------------------------------------------ | ------------------------------------------------------------ | ------------------------------------------------------------ | ------------------------------------------------------------ |
| Placering                                                    | 1                                                            | 2                                                            | 3                                                            | 4                                                            | 5                                                            | 6                                                            | 7                                                            | 8                                                            | 9                                                            | 10                                                           | 11                                                           | 12                                                           | 13                                                           | 14                                                           | 15                                                           | 16                                                           | 17                                                           | 18                                                           | 19                                                           | 20                                                           | 21                                                           | 22                                                           | 23                                                           | 24                                                           | 25                                                           | 26                                                           | 27                                                           | 28                                                           | 29                                                           | 30                                                           | 31                                                           | 32                                                           | 33                                                           | 34                                                           | 35                                                           | 36                                                           | 37                                                           | 38                                                           | 39                                                           | 40                                                           |
| Poäng                                                        | 60                                                           | 54                                                           | 48                                                           | 43                                                           | 40                                                           | 38                                                           | 36                                                           | 34                                                           | 32                                                           | 31                                                           | 30                                                           | 29                                                           | 28                                                           | 27                                                           | 26                                                           | 25                                                           | 24                                                           | 23                                                           | 22                                                           | 21                                                           | 20                                                           | 19                                                           | 18                                                           | 17                                                           | 16                                                           | 15                                                           | 14                                                           | 13                                                           | 12                                                           | 11                                                           | 10                                                           | 9                                                            | 8                                                            | 7                                                            | 6                                                            | 5                                                            | 4                                                            | 3                                                            | 2                                                            | 1                                                            |

| Poängsystem mellan säsongen 2000/2001 och säsongen 2007/2008 | Poängsystem mellan säsongen 2000/2001 och säsongen 2007/2008 | Poängsystem mellan säsongen 2000/2001 och säsongen 2007/2008 | Poängsystem mellan säsongen 2000/2001 och säsongen 2007/2008 | Poängsystem mellan säsongen 2000/2001 och säsongen 2007/2008 | Poängsystem mellan säsongen 2000/2001 och säsongen 2007/2008 | Poängsystem mellan säsongen 2000/2001 och säsongen 2007/2008 | Poängsystem mellan säsongen 2000/2001 och säsongen 2007/2008 | Poängsystem mellan säsongen 2000/2001 och säsongen 2007/2008 | Poängsystem mellan säsongen 2000/2001 och säsongen 2007/2008 | Poängsystem mellan säsongen 2000/2001 och säsongen 2007/2008 | Poängsystem mellan säsongen 2000/2001 och säsongen 2007/2008 | Poängsystem mellan säsongen 2000/2001 och säsongen 2007/2008 | Poängsystem mellan säsongen 2000/2001 och säsongen 2007/2008 | Poängsystem mellan säsongen 2000/2001 och säsongen 2007/2008 | Poängsystem mellan säsongen 2000/2001 och säsongen 2007/2008 | Poängsystem mellan säsongen 2000/2001 och säsongen 2007/2008 | Poängsystem mellan säsongen 2000/2001 och säsongen 2007/2008 | Poängsystem mellan säsongen 2000/2001 och säsongen 2007/2008 | Poängsystem mellan säsongen 2000/2001 och säsongen 2007/2008 | Poängsystem mellan säsongen 2000/2001 och säsongen 2007/2008 | Poängsystem mellan säsongen 2000/2001 och säsongen 2007/2008 | Poängsystem mellan säsongen 2000/2001 och säsongen 2007/2008 | Poängsystem mellan säsongen 2000/2001 och säsongen 2007/2008 | Poängsystem mellan säsongen 2000/2001 och säsongen 2007/2008 | Poängsystem mellan säsongen 2000/2001 och säsongen 2007/2008 | Poängsystem mellan säsongen 2000/2001 och säsongen 2007/2008 | Poängsystem mellan säsongen 2000/2001 och säsongen 2007/2008 | Poängsystem mellan säsongen 2000/2001 och säsongen 2007/2008 | Poängsystem mellan säsongen 2000/2001 och säsongen 2007/2008 | Poängsystem mellan säsongen 2000/2001 och säsongen 2007/2008 |
| ------------------------------------------------------------ | ------------------------------------------------------------ | ------------------------------------------------------------ | ------------------------------------------------------------ | ------------------------------------------------------------ | ------------------------------------------------------------ | ------------------------------------------------------------ | ------------------------------------------------------------ | ------------------------------------------------------------ | ------------------------------------------------------------ | ------------------------------------------------------------ | ------------------------------------------------------------ | ------------------------------------------------------------ | ------------------------------------------------------------ | ------------------------------------------------------------ | ------------------------------------------------------------ | ------------------------------------------------------------ | ------------------------------------------------------------ | ------------------------------------------------------------ | ------------------------------------------------------------ | ------------------------------------------------------------ | ------------------------------------------------------------ | ------------------------------------------------------------ | ------------------------------------------------------------ | ------------------------------------------------------------ | ------------------------------------------------------------ | ------------------------------------------------------------ | ------------------------------------------------------------ | ------------------------------------------------------------ | ------------------------------------------------------------ | ------------------------------------------------------------ |
| Placering                                                    | 1                                                            | 2                                                            | 3                                                            | 4                                                            | 5                                                            | 6                                                            | 7                                                            | 8                                                            | 9                                                            | 10                                                           | 11                                                           | 12                                                           | 13                                                           | 14                                                           | 15                                                           | 16                                                           | 17                                                           | 18                                                           | 19                                                           | 20                                                           | 21                                                           | 22                                                           | 23                                                           | 24                                                           | 25                                                           | 26                                                           | 27                                                           | 28                                                           | 29                                                           | 30                                                           |
| Poäng                                                        | 50                                                           | 46                                                           | 43                                                           | 40                                                           | 37                                                           | 34                                                           | 32                                                           | 30                                                           | 28                                                           | 26                                                           | 24                                                           | 22                                                           | 20                                                           | 18                                                           | 16                                                           | 15                                                           | 14                                                           | 13                                                           | 12                                                           | 11                                                           | 10                                                           | 9                                                            | 8                                                            | 7                                                            | 6                                                            | 5                                                            | 4                                                            | 3                                                            | 2                                                            | 1                                                            |

| Placering | 1  | 2  | 3  | 4  | 5  | 6  | 7  | 8  | 9  | 10 | 11 | 12 | 13 | 14 | 15 | 16 | 17 | 18 | 19 | 20 | 21 | 22 | 23 | 24 | 25 |
| Poäng     | 30 | 26 | 24 | 22 | 21 | 20 | 19 | 18 | 17 | 16 | 15 | 14 | 13 | 12 | 11 | 10 | 9  | 8  | 7  | 6  | 5  | 4  | 3  | 2  | 1  |

## Discipliner
Det tävlas i följande sju discipliner i cupen:
- Sprint är den vanligaste disciplinen i världscupen, arrangeras vid nästan varje tävlingstillfälle. Åkarna startar intervall, vanligen med 30 sekunders mellanrum. Tävlingen körs på 7,5 km för damer och på 10 km för herrar. Det är två skjutningar; en liggande och en stående. Ett missat skott resulterar i att åkaren får köra ett varv i den 150 m långa straffrundan vilket innebär en försening på drygt 20 sekunder.
- Jaktstart är den näst vanligaste disciplinen i cupen. Det är inte en separat tävling utan grundas på tidiga resultat, oftast från en tidigare sprint. De 60 bästa i den tidigare tävlingen får ställa upp i jaktstarten. De startar i resultatordning från den tidigare tävlingen, kom man till exempel 20 sekunder efter segraren i den tidigare tävlingen startar man 20 sekunder efter segraren i jaktstarten. Längden på loppet är 10 km för damer och 12,5 km för herrar. De skjuter två liggande och två stående skjutningar och precis som i sprinten leder ett missat skott till ett varv i straffrundan.
- Masstart är den senaste disciplinen i världscupen. De 25 bästa för tillfället i världscupen, och därutöver de 5 bästa under innevarande tävlingsvecka som inte är topp 25, får ställa upp, ordnade i tre rader vid start. Damerna kör 12,5 km och herrarna 15 km. Två liggande och två stående skjutningar sker utmed loppet, en bom resulterar i ett varv i straffrundan.
- Distans är den mest traditionella disciplinen i världscupen. Åkarna skjuter två gånger liggande och två gånger stående och en bom leder till en minuts tidstillägg. Loppets längd är för damer 15 km och för herrar 20 km. Precis som i sprinten startar man med intervallstart.
- Stafetten deltar fyra åkare i varje lag. Det skjuts två gånger per åkare, en gång liggande och en gång stående, utöver de normalt fem patroner som används för att få ner målet finns i denna disciplin tre extraskott per skjutning att tillgå för att få ner målen och därmed slippa straffrunda. Loppen körs på 7,5 km per åkare för herrar och för damerna 6 km.
- Mixedstafettens regler är precis som den vanliga stafettens, fast här tävlar två damer och två herrar i samma lag.
- Singel mixedstafett, som är en stafettform med en manlig och en kvinnlig deltagare. Se sidan om skidskytte för närmare beskrivning.

## Slutsegrare - herrar

### Totala världscupen
| Säsong    | Etta                             | Tvåa                            | Trea                              |
| --------- | -------------------------------- | ------------------------------- | --------------------------------- |
| 1977/1978 | Frank Ullrich, Östtyskland       | Klaus Siebert, Östtyskland      | Eberhard Rösch, Östtyskland       |
| 1978/1979 | Klaus Siebert, Östtyskland       | Frank Ullrich, Östtyskland      | Vladimir Barnachov, Sovjetunionen |
| 1979/1980 | Frank Ullrich, Östtyskland       | Klaus Siebert, Östtyskland      | Eberhard Rösch, Östtyskland       |
| 1980/1981 | Frank Ullrich, Östtyskland       | Kjell Søbak, Norge              | Anatolij Aljabjev, Sovjetunionen  |
| 1981/1982 | Frank Ullrich, Östtyskland       | Matthias Jacob, Östtyskland     | Kjell Søbak, Norge                |
| 1982/1983 | Peter Angerer, Västtyskland      | Eirik Kvalfoss, Norge           | Frank Ullrich, Östtyskland        |
| 1983/1984 | Frank-Peter Roetsch, Östtyskland | Peter Angerer, Västtyskland     | Eirik Kvalfoss, Norge             |
| 1984/1985 | Frank-Peter Roetsch, Östtyskland | Jurij Katjkarov, Sovjetunionen  | Eirik Kvalfoss, Norge             |
| 1985/1986 | André Sehmisch, Östtyskland      | Peter Angerer, Västtyskland     | Matthias Jacob, Östtyskland       |
| 1986/1987 | Frank-Peter Roetsch, Östtyskland | Fritz Fischer, Västtyskland     | Jan Matouš, Tjeckoslovakien       |
| 1987/1988 | Fritz Fischer , Västtyskland     | Eirik Kvalfoss, Norge           | Johann Passler, Italien           |
| 1988/1989 | Eirik Kvalfoss, Norge            | Aleksandr Popov, Sovjetunionen  | Sergej Tjepikov, Sovjetunionen    |
| 1989/1990 | Sergej Tjepikov, Sovjetunionen   | Eirik Kvalfoss, Norge           | Valerij Medvedtsev, Sovjetunionen |
| 1990/1991 | Sergej Tjepikov, Sovjetunionen   | Mark Kirchner, Tyskland         | Andreas Zingerle, Italien         |
| 1991/1992 | Jon Åge Tyldum, Norge            | Mikael Löfgren, Sverige         | Sylfest Glimsdal, Norge           |
| 1992/1993 | Mikael Löfgren, Sverige          | Mark Kirchner, Tyskland         | Pieralberto Carrara, Italien      |
| 1993/1994 | Patrice Bailly-Salins, Frankrike | Sven Fischer, Tyskland          | Frank Luck, Tyskland              |
| 1994/1995 | Jon Åge Tyldum, Norge            | Patrick Favre, Italien          | Wilfried Pallhuber, Italien       |
| 1995/1996 | Vladimir Dratjov, Ryssland¹      | Viktor Majgurov, Ryssland       | Sven Fischer, Tyskland            |
| 1996/1997 | Sven Fischer, Tyskland           | Ole Einar Bjørndalen, Norge     | Viktor Majgurov, Ryssland         |
| 1997/1998 | Ole Einar Bjørndalen, Norge      | Ricco Groß, Tyskland            | Sven Fischer, Tyskland            |
| 1998/1999 | Sven Fischer, Tyskland           | Ole Einar Bjørndalen, Norge     | Frank Luck, Tyskland              |
| 1999/2000 | Raphaël Poirée, Frankrike        | Ole Einar Bjørndalen, Norge     | Sven Fischer, Tyskland            |
| 2000/2001 | Raphaël Poirée, Frankrike        | Ole Einar Bjørndalen, Norge     | Frode Andresen, Norge             |
| 2001/2002 | Raphaël Poirée, Frankrike        | Pavel Rostovtsev, Ryssland      | Ole Einar Bjørndalen, Norge       |
| 2002/2003 | Ole Einar Bjørndalen, Norge      | Vladimir Dratjov, Vitryssland ¹ | Ricco Groß, Tyskland              |
| 2003/2004 | Raphaël Poirée, Frankrike        | Ole Einar Bjørndalen, Norge     | Ricco Groß, Tyskland              |
| 2004/2005 | Ole Einar Bjørndalen, Norge      | Sven Fischer, Tyskland          | Raphaël Poirée, Frankrike         |
| 2005/2006 | Ole Einar Bjørndalen, Norge      | Raphaël Poirée, Frankrike       | Sven Fischer, Tyskland            |
| 2006/2007 | Michael Greis, Tyskland          | Ole Einar Bjørndalen, Norge     | Raphaël Poirée, Frankrike         |
| 2007/2008 | Ole Einar Bjørndalen, Norge      | Dmitrij Jarosjenko, Ryssland    | Emil Hegle Svendsen, Norge        |
| 2008/2009 | Ole Einar Bjørndalen, Norge      | Tomasz Sikora, Polen            | Emil Hegle Svendsen, Norge        |
| 2009/2010 | Emil Hegle Svendsen, Norge       | Christoph Sumann, Österrike     | Ivan Tjerezov, Ryssland           |
| 2010/2011 | Tarjei Bø, Norge                 | Emil Hegle Svendsen, Norge      | Martin Fourcade, Frankrike        |
| 2011/2012 | Martin Fourcade, Frankrike       | Emil Hegle Svendsen, Norge      | Andreas Birnbacher, Tyskland      |
| 2012/2013 | Martin Fourcade, Frankrike       | Emil Hegle Svendsen, Norge      | Dominik Landertinger, Österrike   |
| 2013/2014 | Martin Fourcade                  | Emil Hegle Svendsen             | Johannes Thingnes Bø              |
| 2014/2015 | Martin Fourcade                  | Anton Sjipulin                  | Jakov Fak                         |
| 2015/2016 | Martin Fourcade                  | Johannes Thingnes Bø            | Anton Sjipulin                    |
| 2016/2017 | Martin Fourcade                  | Anton Sjipulin                  | Johannes Thingnes Bø              |
| 2017/2018 | Martin Fourcade                  | Johannes Thingnes Bø            | Anton Sjipulin                    |
| 2018/2019 | Johannes Thingnes Bø             | Aleksandr Loginov               | Quentin Fillon Maillet            |
| 2019/2020 | Johannes Thingnes Bø             | Martin Fourcade                 | Quentin Fillon Maillet            |
| 2020/2021 | Johannes Thingnes Bø             | Sturla Holm Lægreid             | Quentin Fillon Maillet            |
| 2021/2022 | Quentin Fillon Maillet           | Sturla Holm Lægreid             | Sebastian Samuelsson              |
| 2022/2023 | Johannes Thingnes Bø             | Sturla Holm Lægreid             | Vetle Sjåstad Christiansen        |
| 2023/2024 | Johannes Thingnes Bø             | Tarjei Bø                       | Johannes Dale-Skjevdal            |

(¹ Vladimir Dratjov bytte medborgarskap från ryskt till vitryskt 2002)

### Delcuper
| Säsong    | Distanscupen                                           | Jaktstartscupen                   | Masstartscupen                    | Sprintcupen                       |
| --------- | ------------------------------------------------------ | --------------------------------- | --------------------------------- | --------------------------------- |
| 2000/2001 | Sergej Rosjkov, Ryssland                               | Raphaël Poirée, Frankrike         | Sven Fischer, Tyskland            | Ole Einar Bjørndalen, Norge       |
| 2001/2002 | Frank Luck, Tyskland                                   | Raphaël Poirée, Frankrike         | Viktor Majgurov, Ryssland         | Sven Fischer, Tyskland            |
| 2002/2003 | Halvard Hanevold, Norge                                | Ole Einar Bjørndalen, Norge       | Ole Einar Bjørndalen, Norge       | Ole Einar Bjørndalen, Norge       |
| 2003/2004 | Raphaël Poirée, Frankrike                              | Raphaël Poirée, Frankrike         | Raphaël Poirée, Frankrike         | Raphaël Poirée, Frankrike         |
| 2004/2005 | Michael Greis, Tyskland                                | Sven Fischer, Tyskland            | Raphaël Poirée, Frankrike         | Ole Einar Bjørndalen, Norge       |
| 2005/2006 | Michael Greis, Tyskland                                | Ole Einar Bjørndalen, Norge       | Ole Einar Bjørndalen, Norge       | Tomasz Sikora, Polen              |
| 2006/2007 | Raphaël Poirée, Frankrike                              | Dmitrij Jarosjenko, Ryssland      | Ole Einar Bjørndalen, Norge       | Michael Greis, Tyskland           |
| 2007/2008 | Vincent Defrasne, Frankrike                            | Ole Einar Bjørndalen, Norge       | Ole Einar Bjørndalen, Norge       | Ole Einar Bjørndalen, Norge       |
| 2008/2009 | Michael Greis, Tyskland                                | Ole Einar Bjørndalen, Norge       | Dominik Landertinger, Österrike   | Ole Einar Bjørndalen, Norge       |
| 2009/2010 | Christoph Sumann, Österrike                            | Martin Fourcade, Frankrike        | Jevgenij Ustjugov, Ryssland       | Emil Hegle Svendsen, Norge        |
| 2010/2011 | Emil Hegle Svendsen, Norge                             | Tarjei Bø, Norge                  | Emil Hegle Svendsen, Norge        | Tarjei Bø, Norge                  |
| 2011/2012 | Simon Fourcade, Frankrike                              | Martin Fourcade, Frankrike        | Andreas Birnbacher, Tyskland      | Martin Fourcade, Frankrike        |
| 2012/2013 | Martin Fourcade, Frankrike                             | Martin Fourcade, Frankrike        | Martin Fourcade, Frankrike        | Martin Fourcade, Frankrike        |
| 2013/2014 | Emil Hegle Svendsen, Norge                             | Martin Fourcade, Frankrike        | Martin Fourcade, Frankrike        | Martin Fourcade, Frankrike        |
| 2014/2015 | Serhij Semenov, Ukraina                                | Martin Fourcade, Frankrike        | Anton Sjipulin, Ryssland          | Martin Fourcade, Frankrike        |
| 2015/2016 | Martin Fourcade, Frankrike                             | Martin Fourcade, Frankrike        | Martin Fourcade, Frankrike        | Martin Fourcade, Frankrike        |
| 2016/2017 | Martin Fourcade, Frankrike                             | Martin Fourcade, Frankrike        | Martin Fourcade, Frankrike        | Martin Fourcade, Frankrike        |
| 2017/2018 | Martin Fourcade, Frankrike Johannes Thingnes Bø, Norge | Martin Fourcade, Frankrike        | Martin Fourcade, Frankrike        | Martin Fourcade, Frankrike        |
| 2018/2019 | Johannes Thingnes Bø, Norge                            | Johannes Thingnes Bø, Norge       | Johannes Thingnes Bø, Norge       | Johannes Thingnes Bø, Norge       |
| 2019/2020 | Martin Fourcade, Frankrike                             | Emilien Jacquelin, Frankrike      | Johannes Thingnes Bø, Norge       | Martin Fourcade, Frankrike        |
| 2020/2021 | Sturla Holm Lægreid, Norge                             | Sturla Holm Lægreid, Norge        | Tarjei Bø, Norge                  | Johannes Thingnes Bø, Norge       |
| 2021/2022 | Tarjei Bø, Norge                                       | Quentin Fillon Maillet, Frankrike | Sivert Guttorm Bakken, Norge      | Quentin Fillon Maillet, Frankrike |
| 2022/2023 | Vetle Sjåstad Christiansen, Norge                      | Johannes Thingnes Bø, Norge       | Vetle Sjåstad Christiansen, Norge | Johannes Thingnes Bø, Norge       |

## Slutsegrare - damer

### Totala världscupen
| Säsong    | Etta                               | Tvåa                                  | Trea                                 |
| --------- | ---------------------------------- | ------------------------------------- | ------------------------------------ |
| 1982/1983 | Gry Østvik, Norge                  | Siv Bråten, Norge                     | Aino Kallunki, Finland               |
| 1983/1984 | Mette Mestad, Norge                | Sanna Grønlid, Norge                  | Gry Østvik, Norge                    |
| 1984/1985 | Sanna Grønlid, Norge               | Eva Korpela, Sverige                  | Kaja Parve, Sovjetunionen            |
| 1985/1986 | Eva Korpela, Sverige               | Sanna Grønlid, Norge                  | Lise Meloche, Kanada                 |
| 1986/1987 | Eva Korpela, Sverige               | Anne Elvebakk, Norge                  | Sanna Grønlid, Norge                 |
| 1987/1988 | Anne Elvebakk, Norge               | Elin Kristiansen, Norge               | Nadezda Aleksejeva, Bulgarien        |
| 1988/1989 | Jelena Golovina, Sovjetunionen     | Natalia Prikostsjikova, Sovjetunionen | Svetlana Davidova, Sovjetunionen     |
| 1989/1990 | Jiřina Adamičková, Tjeckoslovakien | Anne Elvebakk, Norge                  | Jelena Golovina, Sovjetunionen       |
| 1990/1991 | Svetlana Davidova, Sovjetunionen   | Myriam Bédard, Kanada                 | Anne Elvebakk, Norge                 |
| 1991/1992 | Anfisa Reztsova, Ryssland          | Anne Briand, Frankrike                | Petra Schaaf, Tyskland¹              |
| 1992/1993 | Anfisa Reztsova, Ryssland          | Myriam Bédard, Kanada                 | Anne Briand, Frankrike               |
| 1993/1994 | Svetlana Paramygina, Vitryssland   | Nathalie Santer, Italien              | Anne Briand, Frankrike               |
| 1994/1995 | Anne Briand, Frankrike             | Svetlana Paramygina, Vitryssland      | Uschi Disl, Tyskland                 |
| 1995/1996 | Emmanuelle Claret, Frankrike       | Uschi Disl, Tyskland                  | Petra Behle, Tyskland                |
| 1996/1997 | Magdalena Forsberg, Sverige        | Uschi Disl, Tyskland                  | Simone Greiner-Petter-Memm, Tyskland |
| 1997/1998 | Magdalena Forsberg, Sverige        | Uschi Disl, Tyskland                  | Martina Zellner, Tyskland            |
| 1998/1999 | Magdalena Forsberg, Sverige        | Olena Zubrilova, Ukraina              | Uschi Disl, Tyskland                 |
| 1999/2000 | Magdalena Forsberg, Sverige        | Olena Zubrilova, Ukraina              | Corinne Niogret, Frankrike           |
| 2000/2001 | Magdalena Forsberg, Sverige        | Liv Grete Poirée, Norge               | Olena Zubrilova, Ukraina             |
| 2001/2002 | Magdalena Forsberg, Sverige        | Liv Grete Poirée, Norge               | Uschi Disl, Tyskland                 |
| 2002/2003 | Martina Glagow, Tyskland           | Albina Achatova , Ryssland            | Sylvie Becaert, Frankrike            |
| 2003/2004 | Liv Grete Poirée, Norge            | Olga Pyljova, Ryssland                | Sandrine Bailly, Frankrike           |
| 2004/2005 | Sandrine Bailly, Frankrike         | Kati Wilhelm, Tyskland                | Olga Pyljova, Ryssland               |
| 2005/2006 | Kati Wilhelm, Tyskland             | Anna Carin Olofsson, Sverige          | Martina Glagow, Tyskland             |
| 2006/2007 | Andrea Henkel, Tyskland            | Kati Wilhelm, Tyskland                | Anna Carin Olofsson, Sverige         |
| 2007/2008 | Magdalena Neuner, Tyskland         | Sandrine Bailly, Frankrike            | Andrea Henkel, Tyskland              |
| 2008/2009 | Helena Jonsson, Sverige            | Kati Wilhelm, Tyskland                | Tora Berger, Norge                   |
| 2009/2010 | Magdalena Neuner, Tyskland         | Simone Hauswald, Tyskland             | Helena Jonsson, Sverige              |
| 2010/2011 | Kaisa Mäkäräinen, Finland          | Andrea Henkel, Tyskland               | Helena Ekholm, Sverige               |
| 2011/2012 | Magdalena Neuner, Tyskland         | Darja Domratjeva, Vitryssland         | Tora Berger, Norge                   |
| 2012/2013 | Tora Berger, Norge                 | Darja Domratjeva, Vitryssland         | Andrea Henkel, Tyskland              |
| 2013/2014 | Kaisa Mäkäräinen                   | Tora Berger                           | Darja Domratjeva                     |
| 2014/2015 | Darja Domratjeva                   | Kaisa Mäkäräinen                      | Valj Semerenko                       |
| 2015/2016 | Gabriela Koukalová                 | Marie Dorin Habert                    | Dorothea Wierer                      |
| 2016/2017 | Laura Dahlmeier                    | Gabriela Koukalová                    | Kaisa Mäkäräinen                     |
| 2017/2018 | Kaisa Mäkäräinen                   | Anastasija Kuzmina                    | Darja Domratjeva                     |
| 2018/2019 | Dorothea Wierer                    | Lisa Vittozzi                         | Anastasija Kuzmina                   |
| 2019/2020 | Dorothea Wierer                    | Tiril Eckhoff                         | Denise Herrmann                      |
| 2020/2021 | Tiril Eckhoff                      | Marte Olsbu Røiseland                 | Franziska Preuß                      |
| 2021/2022 | Marte Olsbu Røiseland              | Elvira Öberg                          | Lisa Hauser                          |
| 2022/2023 | Julia Simon                        | Dorothea Wierer                       | Lisa Vittozzi                        |
| 2023/2024 | Lisa Vittozzi                      | Lou Jeanmonnot                        | Ingrid Landmark Tandrevold           |

(¹ Petra Schaaf gifte sig med tyske längdskidåkaren och senare tyske längdskidtränaren Jochen Behle)

### Delcuper
| Säsong    | Distanscupen                       | Jaktstartscupen               | Masstartscupen                     | Sprintcupen                       |
| --------- | ---------------------------------- | ----------------------------- | ---------------------------------- | --------------------------------- |
| 2000/2001 | Magdalena Forsberg, Sverige        | Magdalena Forsberg, Sverige   | Magdalena Forsberg, Sverige        | Magdalena Forsberg, Sverige       |
| 2001/2002 | Magdalena Forsberg, Sverige        | Magdalena Forsberg, Sverige   | Magdalena Forsberg, Sverige        | Magdalena Forsberg, Sverige       |
| 2002/2003 | Linda Grubben, Norge               | Martina Beck, Tyskland        | Albina Achatova , Ryssland         | Sylvie Becaert, Frankrike         |
| 2003/2004 | Olga Medvedtseva, Ryssland         | Liv Grete Poirée, Norge       | Liv Grete Poirée, Norge            | Liv Grete Poirée, Norge           |
| 2004/2005 | Olga Medvedtseva, Ryssland         | Sandrine Bailly, Frankrike    | Olga Zajtseva , Ryssland           | Kati Wilhelm, Tyskland            |
| 2005/2006 | Svetlana Ishmouratova, Ryssland    | Kati Wilhelm, Tyskland        | Martina Beck, Tyskland             | Kati Wilhelm, Tyskland            |
| 2006/2007 | Andrea Henkel, Tyskland            | Kati Wilhelm, Tyskland        | Kati Wilhelm, Tyskland             | Anna Carin Olofsson, Sverige      |
| 2007/2008 | Martina Beck, Tyskland             | Sandrine Bailly, Frankrike    | Magdalena Neuner, Tyskland         | Magdalena Neuner, Tyskland        |
| 2008/2009 | Magdalena Neuner, Tyskland         | Kati Wilhelm, Tyskland        | Helena Jonsson, Sverige            | Helena Jonsson, Sverige           |
| 2009/2010 | Anna-Carin Olofsson-Zidek, Sverige | Magdalena Neuner, Tyskland    | Magdalena Neuner, Tyskland         | Simone Hauswald, Tyskland         |
| 2010/2011 | Helena Ekholm, Sverige             | Kaisa Mäkäräinen, Finland     | Darja Domratjeva, Vitryssland      | Magdalena Neuner, Tyskland        |
| 2011/2012 | Helena Ekholm, Sverige             | Darja Domratjeva, Vitryssland | Darja Domratjeva, Vitryssland      | Magdalena Neuner, Tyskland        |
| 2012/2013 | Tora Berger, Norge                 | Tora Berger, Norge            | Tora Berger, Norge                 | Tora Berger, Norge                |
| 2013/2014 | Gabriela Koukalová, Tjeckien       | Kaisa Mäkäräinen, Finland     | Darja Domratjeva, Vitryssland      | Kaisa Mäkäräinen, Finland         |
| 2014/2015 | Kaisa Mäkäräinen, Finland          | Kaisa Mäkäräinen, Finland     | Franziska Preuss, Tyskland         | Darja Domratjeva, Vitryssland     |
| 2015/2016 | Dorothea Wierer, Italien           | Gabriela Koukalová, Tjeckien  | Gabriela Koukalová, Tjeckien       | Gabriela Koukalová, Tjeckien      |
| 2016/2017 | Laura Dahlmeier, Tyskland          | Laura Dahlmeier, Tyskland     | Gabriela Koukalová, Tjeckien       | Gabriela Koukalová, Tjeckien      |
| 2017/2018 | Nadzeja Skardzina, Vitryssland     | Anastasija Kuzmina, Slovakien | Kaisa Mäkäräinen, Finland          | Anastasija Kuzmina, Slovakien     |
| 2018/2019 | Lisa Vittozzi, Italien             | Dorothea Wierer, Italien      | Hanna Öberg, Sverige               | Anastasija Kuzmina, Slovakien     |
| 2019/2020 | Hanna Öberg, Sverige               | Tiril Eckhoff, Norge          | Dorothea Wierer, Italien           | Denise Herrmann, Tyskland         |
| 2020/2021 | Lisa Hauser, Österrike             | Tiril Eckhoff, Norge          | Ingrid Landmark Tandrevold, Norge  | Tiril Eckhoff, Norge              |
| 2021/2022 | Markéta Davidová, Tjeckien         | Marte Olsbu Røiseland, Norge  | Justine Braisaz-Bouchet, Frankrike | Marte Olsbu Røiseland, Norge      |
| 2022/2023 | Lisa Vittozzi, Italien             | Julia Simon, Frankrike        | Julia Simon, Frankrike             | Denise Herrmann-Wick, Tyskland    |
| 2022/2023 | Lisa Vittozzi, Italien             | Lisa Vittozzi, Italien        | Lou Jeanmonnot, Frankrike          | Ingrid Landmark Tandrevold, Norge |